# Ricardo Guilherme Dicke
Ricardo Guilherme Dicke (Chapada dos Guimarães,16 de outubro de 1936 — Cuiabá, 9 de julho de 2008) foi um escritor brasileiro.

## Biografia
Filho de pai alemão e mãe brasileira, mais velho de sete filhos, Dicke nasceu em Vila Raizama, na Chapada dos Guimarães. Mudou-se para Cuiabá aos cinco anos e para o Rio de Janeiro aos 29 anos. Estudou filosofia na UFRJ. Retornou a Cuiabá em 1975. Quatro anos depois, chegou a iniciar um mestrado em filosofia, na mesma URFJ, sob orientação de Gert Alberto Bornheim, mas não o concluiu. Em 1968, publicou Deus de Caim; vencedor de menção honrosa no Prêmio Walmap de Literatura do ano anterior; do júri participavam Guimarães Rosa, Jorge Amado e Antonio Olinto. 
Apesar de pouco divulgada em vida, a obra de Dicke tinha apreciadores famosos, como Hilda Hilst, que o considerava um "gigante" da literatura brasileira.
A literatura de Ricardo Guilherme Dicke começou a ser redescoberta em todo o Brasil a partir do trabalho do pesquisador Rodrigo Simon de Moraes, da Universidade de Princeton (EUA), que em 2021 defendeu no Departamento de Teoria Literária da Unicamp a tese de doutorado Em Busca de quem se perdeu: contos inéditos de Ricardo Guilherme Dicke. Na pesquisa, são apresentados textos do escritor até então nunca publicados, além de uma biografia que revela fatos desconhecidos e corrige informações sobre a vida do autor. Os contos revelados pela pesquisa serão publicados pela editora Record, que, em 2024, por indicação de Rodrigo Simon de Moraes, publicou o romance Madona dos Páramos.
Dicke morreu em 9 de julho de 2008, em Cuiabá. 

## Publicações
- O Deus de Caim (1968)
- Como o Silêncio (1968)
- Caieira (1978)
- Madona dos Páramos (1981)
- Último Horizonte (1988)
- A Chave do Abismo (1986)
- Cerimônias do Esquecimento (1995)
- Rio Abaixo dos Vaqueiros (2001)
- Salário dos Poetas (2001)
- Conjunctio Oppositorum no Grande Sertão (2002)
- Toada do Esquecimento & Sinfonia Equestre (2006)
- A Proximidade do Mar e a Ilha”  (2011- póstumo)
- O Velho Moço e Outros Contos”, (2011- póstumo)
- Cerimônias do Sertão”(2011- póstumo)
- Os Semelhantes (2011- póstumo)